# Nikita Sergejewitsch Schtscherbak
Nikita Sergejewitsch Schtscherbak (russisch Никита Сергеевич Щербак; englische Transkription: Nikita Sergeyevich Scherbak; * 30. Dezember 1995 in Moskau) ist ein russischer Eishockeyspieler, der seit Juli 2024 beim österreichischen Klub EC VSV aus der ICE Hockey League unter Vertrag steht und dort auf der Position des rechten Flügelstürmers spielt. Zuvor absolvierte Schtscherbak unter anderem 37 Spiele für die Canadiens de Montréal und Los Angeles Kings in der National Hockey League (NHL).

## Karriere
Schtscherbak begann seine Karriere bei Kapitan Stupino. 2013 wechselte der Stürmer nach Nordamerika. Dort spielte er von 2013 bis 2015 für die Saskatoon Blades, die ihn beim CHL Import Draft 2013 in der zweiten Runde an Gesamtposition 109 gezogen hatten, und die Everett Silvertips in der Western Hockey League (WHL). Im NHL Entry Draft 2014 wählten ihn die Canadiens de Montréal aus der National Hockey League (NHL) in der ersten Runde an 26. Position aus.
Die Canadiens nahmen Schtscherbak im Juli 2014 unter Vertrag und setzen den Stürmer ab 2015 bei ihrem Farmteam, den St. John’s IceCaps, in der American Hockey League (AHL) ein. Am 7. Januar 2017 debütierte Schtscherbak in der NHL im Original-Six-Derby gegen die Toronto Maple Leafs und schoss dabei gleich sein erstes NHL-Tor. Im Dezember 2018 sollte der Angreifer abermals in die AHL geschickt werden, wobei er jedoch über den Waiver musste und dabei von den Los Angeles Kings verpflichtet wurde. Dort verbrachte er den Rest der Spielzeit größtenteils im Farmteam Ontario Reign.
Im Juni 2019 kehrte er nach einer Vertragsunterschrift beim HK Awangard Omsk aus der Kontinentalen Hockey-Liga (KHL) in sein Heimatland zurück. Im November desselben Jahres wechselte er innerhalb der KHL zum HK Traktor Tscheljabinsk. Dort beendete er die Saison 2019/20 und entschloss sich im Januar 2021 zu einem abermaligen Wechsel nach Nordamerika, indem er einen auf die AHL beschränkten Vertrag bei den Texas Stars unterzeichnete. Zur folgenden Spielzeit wechselte er im September 2021 schließlich wieder nach Europa und schloss sich dem slowakischen Erstligisten HC 05 Banská Bystrica an. Im Januar 2022 verließ er den Klub und wechselte zum Mountfield HK aus der tschechischen Extraliga.
Angesichts der zunehmenden Spannungen, die aus dem Russische Überfall auf die Ukraine resultierten, wurde sein Antrag auf Visa-Verlängerung aufgrund seiner russischen Staatsangehörigkeit abgelehnt und Schtscherbak musste Tschechien im September 2022 verlassen. Er kehrte daraufhin in die Slowakei zurück und wurde vom HC Slovan Bratislava unter Vertrag genommen. Im Juli 2023 wurde Schtscherbak von den Ducs d’Angers aus Ligue Magnus, der höchsten französischen Spielklasse, verpflichtet. Im April 2024 erhielt er einen Einjahresvertrag beim österreichischen Klub EC VSV aus der ICE Hockey League.

## Erfolge und Auszeichnungen
- 2014 Teilnahme am CHL Top Prospects Game

## Karrierestatistik
Stand: Ende der Saison 2024/25
(Legende zur Spielerstatistik: Sp oder GP = absolvierte Spiele; T oder G = erzielte Tore; V oder A = erzielte Assists; Pkt oder Pts = erzielte Scorerpunkte; SM oder PIM = erhaltene Strafminuten; +/− = Plus/Minus-Bilanz; PP = erzielte Überzahltore; SH = erzielte Unterzahltore; GW = erzielte Siegtore; 1 Play-downs/Relegation; Kursiv: Statistik nicht vollständig)